# Linh dương sừng móc
Linh dương sừng móc hay còn gọi là Linh dương Topi (Danh pháp khoa học: Damaliscus korrigum jimela, Matschie, 1892) là một phân loài linh dương sừng bẻ hay linh dương sừng ngoặt của loài Damaliscus korrigum phân bố ở Cộng hòa Dân chủ Congo, Kenya, Rwanda, Tanzania, và Uganda, đặc biệt là tập trung ở Công viên quốc gia Masai Mara nơi chúng được gọi là Topi. Nó đã tuyệt chủng ở Burundi. Đây là phân loài linh dương có cấu trúc xã hội đặc biệt, nhất là trong thời kỳ giao phối.

## Tổng quan
Loài Damaliscus korrigum gồm: phân loài Damaliscus korrigum korrigum còn được biết đến với tên gọi Tiang hay linh dương Senegal, phân loài Damaliscus korrigum jimela còn được biết đến với cái tên là Topi và phân loài Damaliscus korrigum topi còn được biết đến với cái tên Topi bờ biển. Là một phân loài của Damaliscus korrigum, linh dương Topi có những đặc điểm chung nhất của loài nhưng đồng thời chúng cũng có những nét riêng của nó. Đây là một loài linh dương khá láu lĩnh trong cuộc sống sinh dục của chúng.
Loài linh dương topi đực thường tán tỉnh con cái bằng cách thức rất độc đáo. Khi một con cái sắp ra khỏi lãnh địa của mình, con đực làm động tác giả khịt mũi, nhìn chằm chằm về một hướng và dựng ngược đôi tai, báo động có kẻ thù săn mồi. Tưởng có động vật săn mồi gần đó, con cái không ra khỏi lãnh địa của mình nữa, tạo cơ hội để linh dương topi đực tiếp cận. Do thời gian động dục của linh dương topi cái quá ngắn và sự cạnh tranh giữa các con đực rất khốc liệt, việc giữ chân con cái thêm vài phút giúp các con đực tăng cơ hội giao phối thành công. Như vậy, để giữ con cái trong thời gian động dục, con đực thường đưa ra báo động giả. Về cơ bản, bất cứ khi nào linh dương cái định bỏ đi, con đực sẽ thông báo về sự xuất hiện của sư tử, với mục đích duy nhất để giữ bạn tình không rơi vào vòng tay của linh dương đực khác.

## Đặc điểm

### Ngoại hình

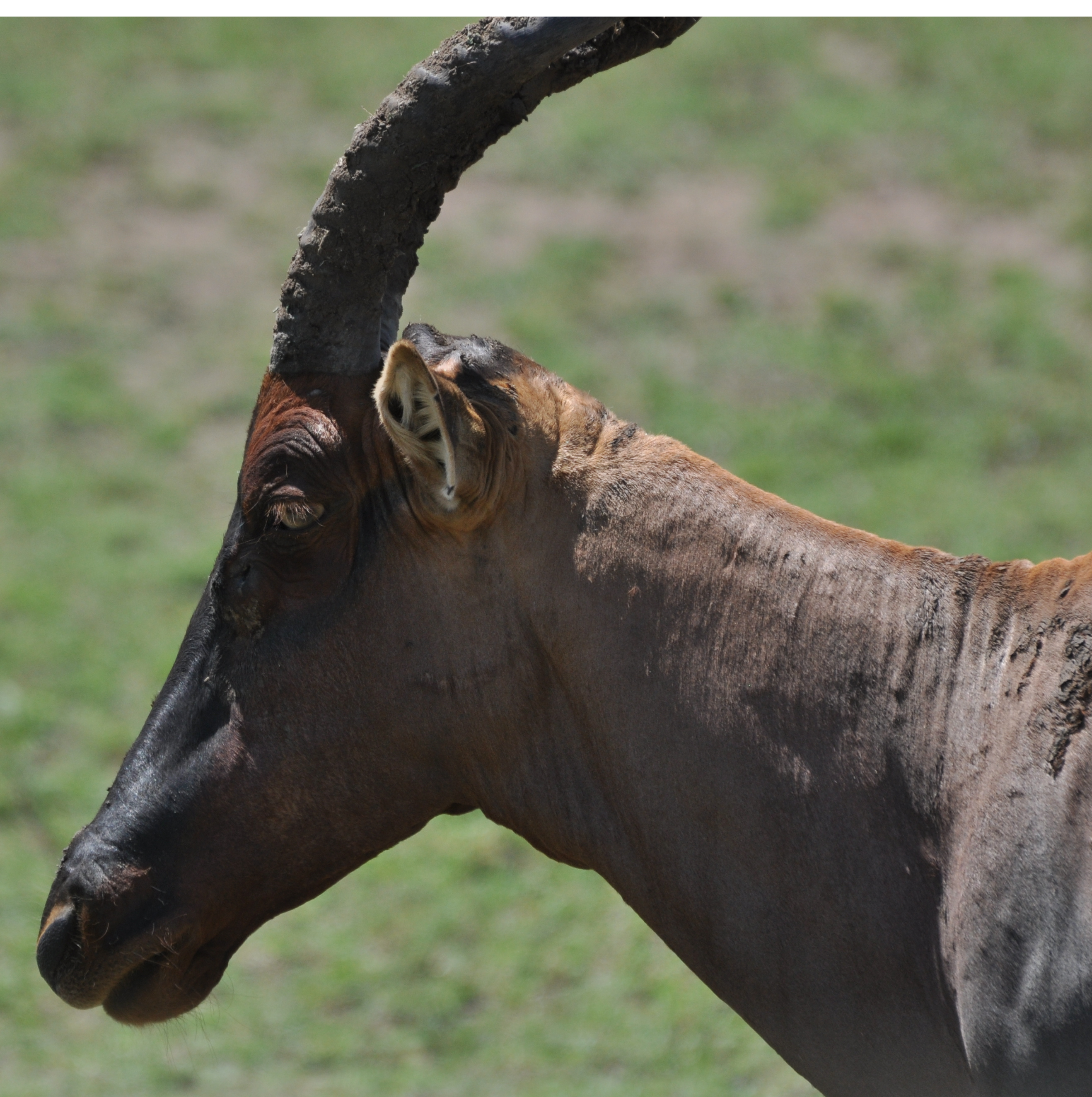
Khuôn mặt của một con đực

Topi có ngoại hình khá giống với linh dương Senegal nhưng có màu tối hơn và thiếu sừng có góc cạnh. Chúng có đầu dài, một cái bướu tại cổ, và cơ thể có màu đỏ nâu với những vết tím đen trên bắp đùi của chúng. Chúng cũng có một vệt màu đen giống như mặt nạ trên khuôn mặt. Sừng của chúng được bao quanh và có hình lia, lông chúng ngắn và lông trông sáng bóng tạo cho cơ thể có vẻ ngoài bóng lưỡng. Chúng có khối lượng từ 68 đến 160 kg (150-353 lb). Chiều dài đầu và thân có thể dao động từ 150–210 cm (59–83 in) và chiều dài đuôi từ 40–60 cm (16–24 in). Chúng là một loài linh dương có ngoại hình cao ráo, dao động về chiều cao là từ 100–130 cm (39–51 in) tính đến vai. Những con đực có xu hướng lớn hơn và sẫm màu hơn so với những con cái.
Topi cũng có tuyến lệ trước ổ mắt tiết ra dầu và chân trước có tuyến móng. Khi bị nguy cấp chúng đã được biết đến là đã đạt được tốc độ vượt quá 80 km/h (50 mph) mặc dù chúng được biết đến là loài linh dương hay thong thả bằng những bước đi bộ. Chúng là một trong những loài linh dương nhanh nhất ở châu Phi. Chúng thích sống trong quần xã sinh vật đồng cỏ khô cằn và hoang mạc, hoạt động săn bắn của con người và sự phá hủy môi trường sống đã bị cô lập hơn nữa dân số của chúng. Hiện nay linh dương Topi tập trung sống trong khu vực Maasai Mara.

### Khu vực sống
Topi chủ yếu sống ở vùng đồng cỏ khác nhau, từ đồng bằng không có cây để thảo. Trong môi trường sống đồng không mông quạnh giữa rừng và đồng cỏ, chúng ở lại dọc theo bìa rừng để tận dụng bóng râm trong thời tiết nắng nóng nực. Chúng rất thích đồng cỏ với cỏ xanh bát ngát mát trời. Những con Topi sống đông hơn ở dân cư ở những khu vực cây xanh vào cuối mùa khô, đặc biệt là gần nguồn nước để chúng có thể giải khát sau khi ăn cỏ cây. Chúng là loài ăn chọn lọc và khá kén ăn và sử dụng cái mõm thon dài và đôi môi linh hoạt để tìm thức ăn tươi ngon nhất. Khi tìm kiếm thứ thức ăn ưa thích, Topi có xu hướng ăn nhanh với một vết cắn nhỏ với tốc độ nhanh. 

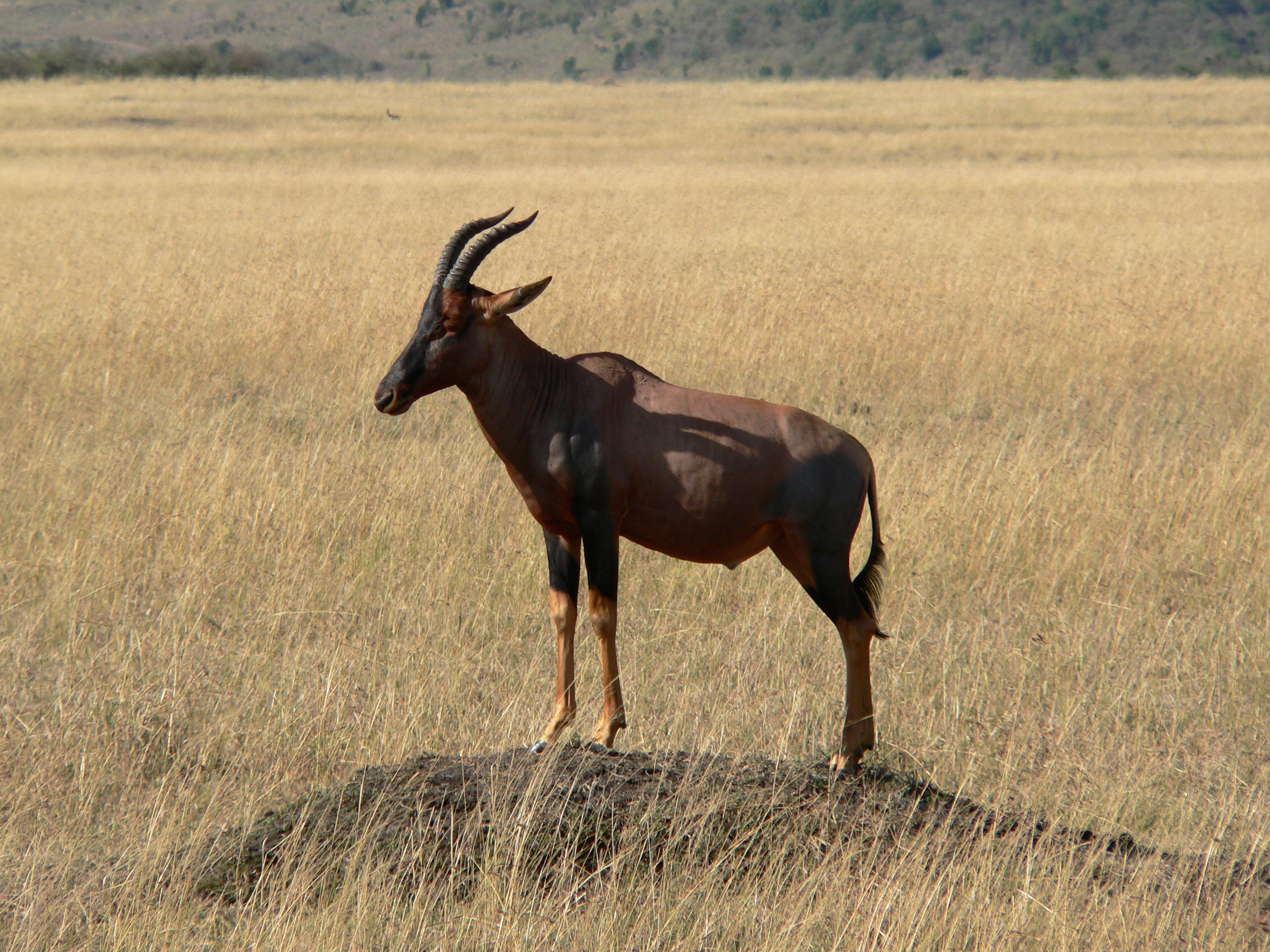
Topi thường tận dụng địa hình cao để quan sát bao quát

Topi thường xuyên ở độ cao dưới 1.500 m. Khi chúng được tiếp cận với đủ thảm thực vật màu xanh lá cây mơn mở, nhưng thường không có đủ nước để uống, chúng uống nhiều nước hơn khi ăn các loại cỏ khô. Topi là loài linh dương khôn ngoan, nó biết chiếm địa lợi, sử dụng điểm thuận lợi, chẳng hạn như những tổ mối, để có được một cái nhìn tốt ở môi trường xung quanh, quan sát được hoạt động của những loài dã thú hung dữ trên thảo nguyên.
Sức khỏe của topi trong một quần thể phụ thuộc vào sự xâm nhập vào thảm thực vật màu xanh lá cây. Các đàn của chúng di chuyển giữa các đồng cỏ. Sự di cư lớn nhất là diễn ra ở đồng cỏ Serengeti, nơi chúng cùng tham gia di cư với linh dương đầu bò, ngựa vằn và các loài linh dương khác. Những kẻ thù săn mồi của chúng bao gồm sư tử và linh cẩu với chó rừng là động vật ăn thịt con non. Đặc biệt là chúng đã và đang là mục tiêu của linh cẩu. Tuy nhiên, linh dương Topi có xu hướng có tỷ lệ thấp bị ăn thịt các loài khác có mặt vì những kẻ săn mồi sẽ nhắm vào những loài này hơn là chúng vì dù sao chúng cũng là loài có tốc độ và khó bắt.

## Cấu trúc xã hội
Linh dương topi có cấu trúc xã hội phức tạp. Mỗi năm linh dương cái chỉ động dục trong đúng một ngày. Trong ngày quan trọng đó chúng sẽ giao phối với trung bình bốn con đực. Linh dương Topi có thể là có cơ cấu tổ chức xã hội đa dạng nhất của linh dương. Một đàn Topi đàn có thể mang hình thức quanh năm ít vận động, phân tán. Điều này phụ thuộc vào môi trường sống và hệ sinh thái của khu vực chúng đang hiện diện. Trong một khu vực nhất định một con đực sẽ chiếm giữ là kiểm soát các con cái khi đi qua lãnh thổ đó. Con đực thiết lập vùng lãnh thổ thu hút đàn cái và với con cái của chúng. Những vùng lãnh thổ có thể lớn lên đến 4 km2 và đôi khi chồng lấn lên nhau.

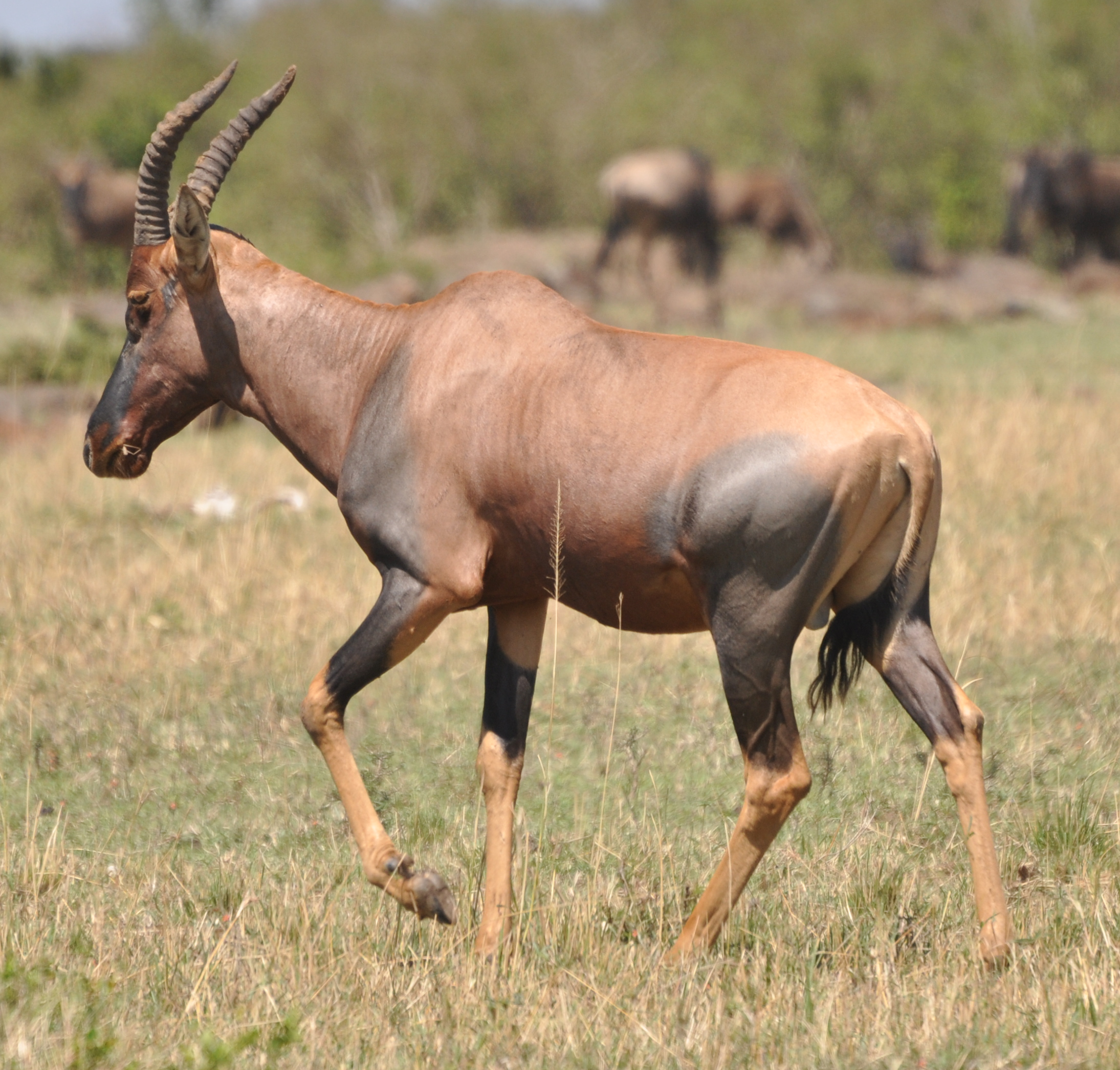

Lòng trung thành của một con cái đến một lãnh thổ có thể kéo dài ba năm trong khu vực Serengeti. Những con cái trong những vùng lãnh thổ chức năng như một phần của hậu cung của những ông hoàng đực. Những con đực khác không được hoan nghênh trong lãnh thổ này. Khi những con đực định cư vắng mặt, con cái chiếm ưu thế có thể cho hành vi của mình, bảo vệ chống lại những con linh dương đực Topi bên ngoài của một trong hai quan hệ tình dục bằng cách sử dụng những hành vi ra uy.
Linh dương Topi cái chỉ có thể thụ thai vào một ngày duy nhất mỗi năm. Vì vậy, trong suốt khoảng thời gian động dục ngắn ngủi, chỉ kéo dài 24 tiếng đồng hồ này, về cơ bản, chúng sẽ giao phối không ngừng nghỉ tới khi kiệt sức. Trong ngày quan trọng đó, mỗi con linh dương Topi cái thường giao phối với trung bình bốn con đực. Trong khi đó, các linh dương đực cũng phải cạnh tranh rất vất vả để giành quyền giao phối với con cái này.
Trong các lãnh thổ như Vườn quốc gia Akagera ở Rwanda và Khu bảo tồn quốc gia Masai Mara ở Kenya, những con đực lập ra một khoảnh là vùng lãnh thổ được nhóm với nhau. Các con đực đầu đàn nhất chiếm trung tâm của cụm và ít chi phối chiếm ngoại vi. Những con đực đánh dấu lãnh thổ của họ với đống phân và đứng trên chúng trong một tư thế thẳng đứng sẵn sàng chiến đấu bất kỳ con đực khác mà cố gắng để xâm nhập và khu vực này. Con cái động dục vào khu vực một mình và theo nhóm và giao phối với những con đực ở trung tâm của cụm, nếu vào vùng trung tâm có thể làm tăng khả năng sinh sản của chúng nếu chúng đang ở gần nguồn nước.
Nhìn chung, những con đực trong đàn vẫn thường có những cuộc tàn sát nhau để giành vị trí đầu đàn, lãnh địa hay con cái. Ngược lại nhũng con cái cũng sẽ cạnh tranh với nhau để giao phối với các con đực đầu đàn, những con cái động dục cho chỉ có một ngày trong năm chúng thích giao phối với con đực đầu đàn rằng chúng đã giao phối với trước, tuy nhiên con đực cố gắng giao phối với nhiều con cái mới càng tốt. Khi con đực ưa chuộng như vậy thích để cân bằng đầu tư giao phối đều giữa các con cái. Những con cái cấp dưới thường bị gián đoạn thường xuyên hơn so với những con cái đang chiếm ưu thế. Những con đực cuối cùng sẽ phản tấn công các con cái và từ chối giao phối với chúng.

## Mánh khóe
Linh dương topi đực thường đánh lừa những con cái bằng một cách độc đáo để tăng cơ hội làm cha trong mùa giao phối. Khi một linh dương cái sắp ra khỏi lãnh địa của mình, con đực sẽ khịt mũi, nhìn chằm chằm về một hướng và dựng ngược đôi tai. Linh dương thường có những biểu hiện như thế khi phát hiện động vật săn mồi. Vì thế, khi nhìn thấy những hành động bất thường của con đực, con cái tưởng có động vật săn mồi gần đó và sẽ không ra khỏi lãnh địa của con đực nữa. Linh dương topi đực chỉ giở trò lừa bịp đối với những con cái thực sự có nhu cầu giao phối. 

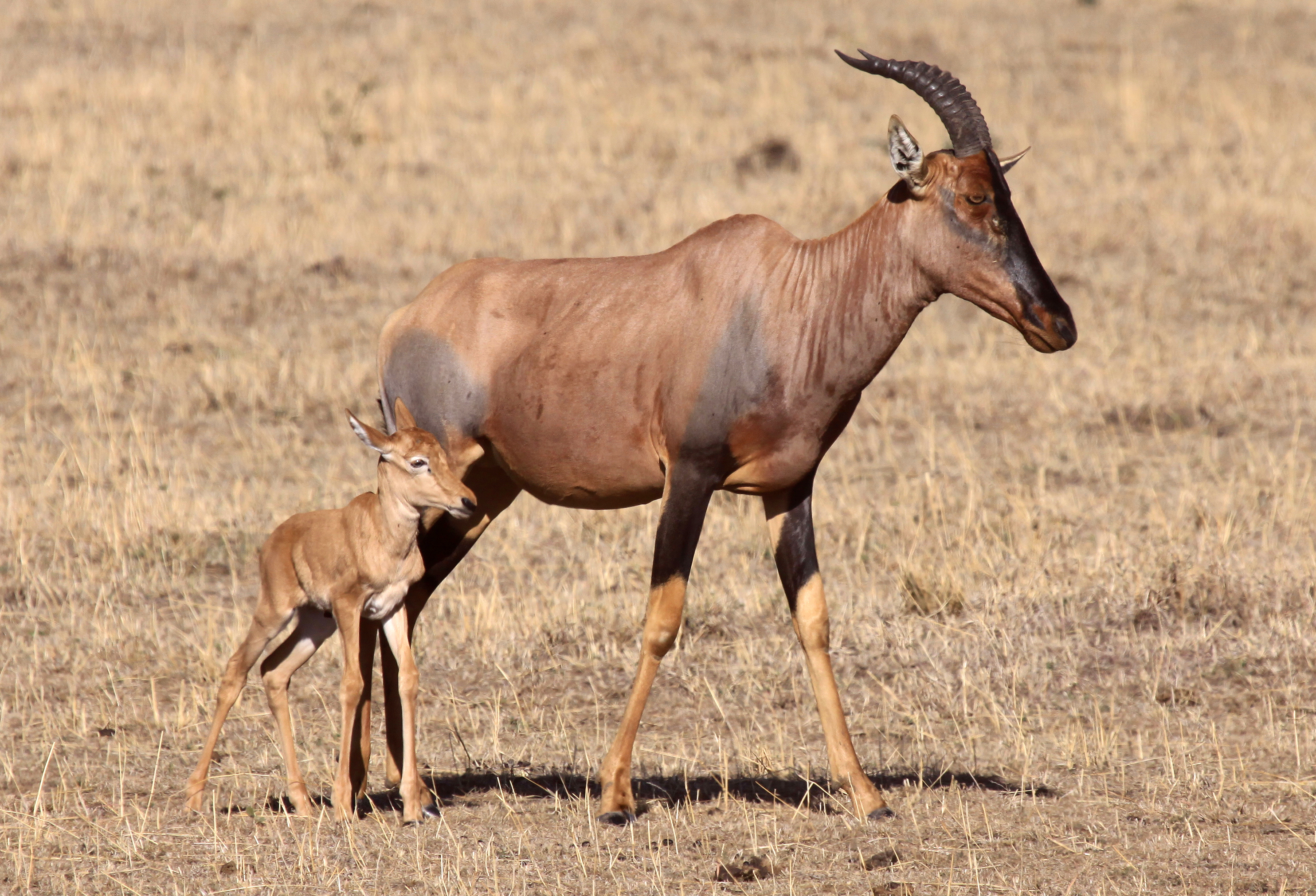
Hai mẹ con Topi

Hành vi lừa bịp của linh dương đực giúp chúng tăng cơ hội làm cha trong mùa giao phối ngắn ngủi. Do thời gian động dục của linh dương topi cái quá ngắn và sự cạnh tranh giữa các con đực rất khốc liệt, nên việc giữ chân các con cái ở lại lãnh địa thêm vài phút sẽ giúp các con đực tăng cơ hội giao phối, đồng thời loại bỏ cơ hội của những con đực khác. Đánh lừa là một phần không thể thiếu trong thế giới động vật. Linh dương topi là một trong số ít loài giở trò để được giao phối.
Thời điểm và cách thức mà những con linh dương đực thực hiện trò lừa hay kiểu lừa tương tự ở nhiều loài linh dương khác như linh dương châu Phi hay linh dương gazen. Nhìn chung họ linh dương phải thực hiện nhiều kiểu lừa để tồn tại.Trong nhiều trường hợp, chúng sẽ không phát ra tín hiệu cảnh báo nếu nhìn thấy động vật săn mồi rình đối thủ cạnh tranh. Khi nhìn thấy những chú linh dương con trong lãnh thổ, con đực sẽ giả vờ giận dữ và đuổi chúng. Những con linh dương đực không bao giờ làm đau linh dương con. Chúng chỉ muốn dụ mẹ hoặc chị của những con non đó tới lãnh thổ của chúng.

## Sinh sản
Phần lớn các ca sinh diễn ra giữa tháng mười và tháng 12 với một nửa trong số đó xảy ra trong tháng Mười. Khi sinh, những con cái tách mình khỏi nhóm để đem theo con bê và bê thường tìm ẩn nơi vào ban đêm, chúng sẽ ở lại với mẹ trong một năm hoặc cho đến khi một con bê mới được sinh ra. Mặc dù ngày nay chúng không bị đe dọa rộng rãi và vẫn còn phổ biến, người ta đã cho rằng tuyệt chủng từ nhiều nơi trên phạm vi trước đây của nó.